# Отто I (король Баварии)
Отто Вильгельм Луитпольд Адальберт Вальдемар Баварский (нем. Otto Wilhelm Luitpold Adalbert Waldemar von Bayern; 27 апреля 1848, Мюнхен — 11 октября 1916, там же) — король Баварии. Вследствие тяжёлого психического заболевания не мог управлять страной самостоятельно. Регентами при короле Отто состояли сначала его дядя, а затем двоюродный брат. Болезнь стимулировала развитие неврологии и психиатрии в Германии. Наследственные проблемы с психикой также наблюдались у старшего брата Отто, знаменитого короля-романтика Людвига II, и некоторых других представителей династии Виттельсбахов.

## Молодость. Воинская служба
Принц Отто Баварский был вторым сыном короля Максимилиана II из дома Виттельсбахов. Отто родился за два месяца до срока в Мюнхенской резиденции, выстроенной его дедом Людвигом I. Он получил имя в честь своего дяди и крёстного отца — короля Греции Оттона I.
В день 15-летия принц получил звание младшего лейтенанта и 1 марта 1864 года поступил в кадетский корпус. Через 9 дней после этого, 10 марта, скончался его отец Максимилиан II, и старший брат Отто, Людвиг II, стал королём Баварии, а Отто — его наследником. С 18 июня по 15 июля 1864 юные братья принимали у себя двух императоров — российского Александра II и австрийского Франца Иосифа I. 2 октября того же года Людвиг и Отто впервые участвуют с народом в мюнхенских гуляниях — Октоберфесте. Ровно через год у Отто происходит первый припадок душевной болезни. Считается, что оба брата унаследовали её от матери, принцессы Марии Прусской (представительницы боковой линии Гогенцоллернов). Первоначально, как это было нередко в королевских домах, на состояние здоровья принца не было обращено должного внимания и не было соответствующего врачебного контроля.

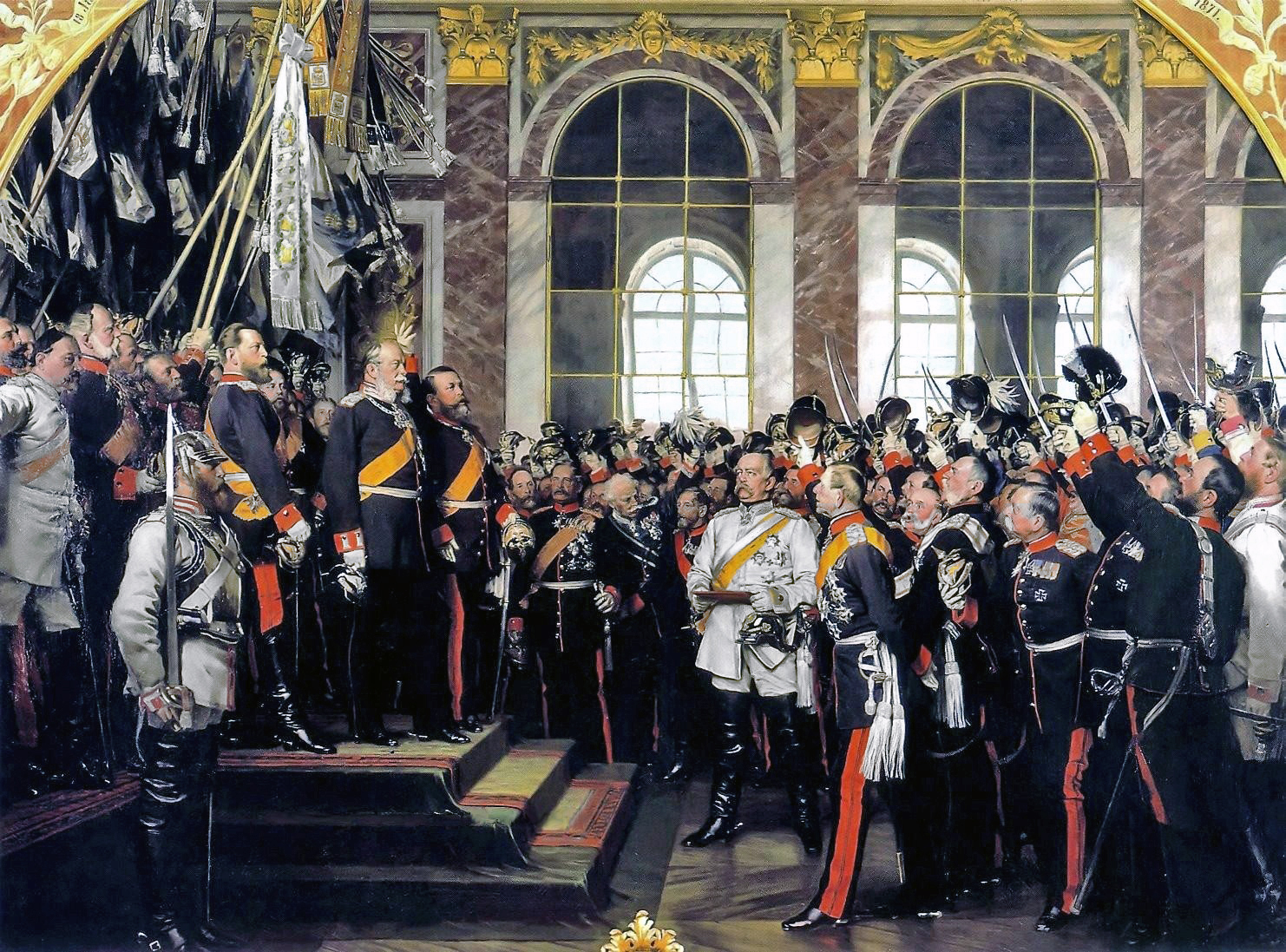
Провозглашение Германской империи в Версале

В день 18-летия брат присвоил Отто звание капитана, и тот направился в действующую армию. После заключения мира с Пруссией 10 сентября 1866 года принц Отто награждён Рыцарским крестом 1-го класса. 29 апреля 1868 получил рыцарский орден св. Георгия. За Франко-прусскую войну Отто награждён Железным крестом (15 января 1871), а 18 января присутствовал как свидетель от Баварии (Людвиг II отказался от участия по политическим соображениям) на провозглашении своего двоюродного дяди Вильгельма I Прусского германским императором в Зеркальном зале Версаля. Роскошь церемонии ему не понравилась, о чём он написал брату. С этого времени Бавария из независимого королевства становится федеративной частью Германской империи, подчинённой прусскому монарху — он же германский император.

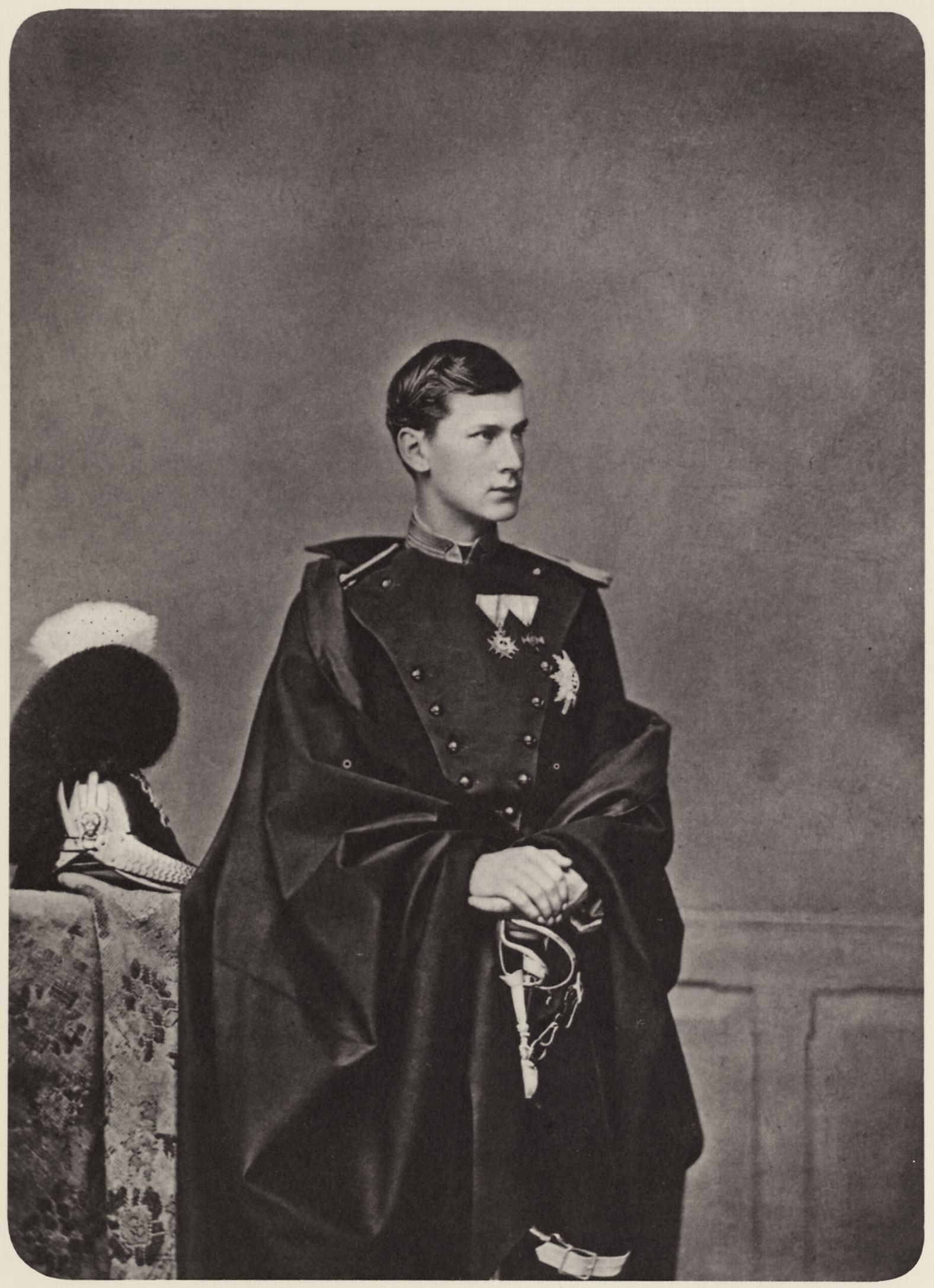
Отто в молодости

По оценке писавшего в начале XX века русского психиатра Павла Ковалевского (в статье о Людвиге), принц Отто, «живой, резвый, очень подвижной и впечатлительный, обнаруживал большую страсть и вместе с тем большие успехи в науках. Получив прочную общеобразовательную подготовку, он поступил в университет, где с увлечением слушал лучших мюнхенских профессоров… Страсть к наукам скоро сменилась страстью к театру, но к театру легкому и фривольному. Обожание опереток скоро превратилось в обожание опереточных певиц. Слабое здоровье не выдержало кутежей, увлечений и разгула с женщинами, и будущий король быстро пошёл по пути к полному слабоумию».

## Болезнь и лечение

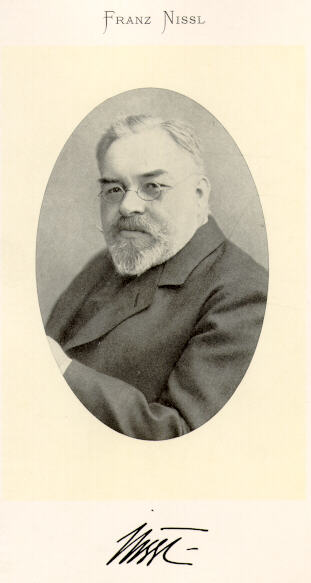
Выдающийся невролог Франц Ниссль, работавший с Отто

10 мая 1871 вернувшемуся с войны принцу опять становится плохо. К нему приставляют врачебное наблюдение. 15 ноября о болезни баварского наследника (Людвиг по-прежнему был холост) докладывают канцлеру империи Отто фон Бисмарку. 15 января 1872 принцу поставлен расплывчатый, характерный по тем временам диагноз: «душевная болезнь». Его поселяют на излечение в замке Людвигсталь в «Баварском лесу», затем с 1873 в замке Нюмфенбург около Мюнхена; устанавливается режим частичной изоляции. 27 мая 1875 с 27-летним Отто происходит припадок в мюнхенской Фрауэнкирхе. 22 августа 1875 он в последний раз появился на публике (с братом) во время Большого королевского парада на Марсовом поле около Мюнхена. 13 марта 1880 он последний раз переезжает в замок Фюрстенрид, где прожил последние 36 лет жизни.
В то время психология и психиатрия только делали первые шаги, кроме того, состояние здоровья монарших особ обычно окутывалось известным туманом. Отто (как и его брату Людвигу, которого, впрочем, многие современники считали здоровым) ставились предельно общие, ненаучные диагнозы вида «душевная болезнь», «скорбен умом». Кроме того, об их состоянии судили из отзывов третьих лиц. Современная наука считает, что оба царственных брата страдали от пограничного расстройства личности.
Отто сначала лечил мюнхенский психиатр Бернхард фон Гудден (знаменитый прежде всего своей гибелью вместе с Людвигом), который использовал один терапевтический метод за другим. И позже, на протяжении долгой болезни августейший пациент испытал на себе практически всю историю психиатрии второй половины XIX века. С 1879 за его здоровьем следила группа «врачей принца» (нем. Prinzenarzte), проживавшая с ним под одной крышей. Именно работая в Фюрстенриде, невропатолог Франц Ниссль (бывший одним из врачей принца с 1885 по 1887 год — как раз когда тот стал королём) довёл до совершенства свои знаменитые методы окрашивания нейронной ткани; высокое задание стимулировало его поиски в области корреляции между состоянием различных типов нейронов и психиатрической картиной. Безумие наследника (а затем и короля) способствовало повышению социального статуса психиатрии в Баварии; эта отрасль стала рассматриваться как решающая, в числе прочих, общественную задачу (Burgmair, Weber 2002).

## Вступление на престол

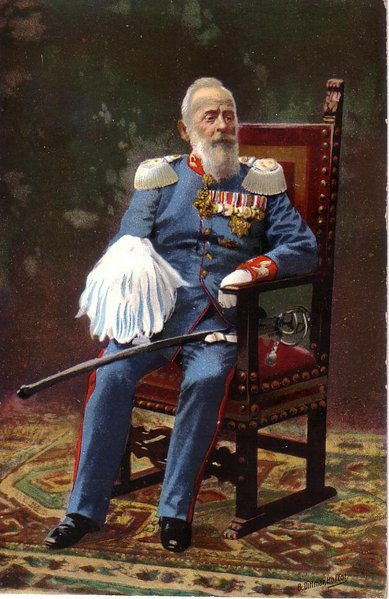
Принц-регент Луитпольд в день своего 90-летия. 1911

Тем временем внимание публики было привлечено к эксцентричному поведению его старшего брата — Людвига II, который строил по всей Баварии сказочные постройки, покровительствовал музыке, тратил на это огромные деньги и проявлял также некоторые признаки умопомешательства (хотя поначалу и несравненно более лёгкие, чем у Отто). Однако в июне 1886 года над Людвигом было установлено регентство его дяди — принца Луитпольда. Король попытался воспрепятствовать этому решению, прямо обратившись к народу, но его телеграммы были перехвачены, а сам он перевезён в другой замок, и вскоре, 13 июня 1886 года, при невыясненных обстоятельствах Людвиг утонул в Штарнбергском озере вместе с врачом Бернхардом фон Гудденом.
Никакими действовавшими законами обход психически больного престолонаследника не был предусмотрен. 14 июня 1886 года парламент провозгласил королём Баварии 38-летнего Отто (Оттона) I, причём, ввиду того, что новый король также по состоянию здоровья не мог осуществлять полномочий главы государства, регентство принца Луитпольда сохранилось в полном объёме. 15 июня правительственная делегация прибыла в Фюрстенрид и зачитала это решение Отто. По воспоминаниям присутствующих, больной принц при этом так и не понял, что стал королём.
«Царствование» Отто оказалось довольно успешным. Либеральный и доброжелательный, пожилой принц Луитпольд (которого поначалу даже обвиняли в убийстве Людвига) быстро стал очень популярным в Баварии. В рамках Империи королевство пользовалось сравнительно широкой автономией, правительство провело успешные экономические преобразования. Мюнхен фактически стал культурной столицей Германии, намного опережавшей Берлин; в нём развивался стиль модерн, затем авангард.

## Жизнь больного короля
В официальной баварской прессе подробные сообщения о здоровье короля не печатались. Тем не менее, в инсбрукской газете «Innsbrucker Nachrichten» 14 октября 1889 года со ссылкой на неназванные источники в мюнхенских редакциях появился любопытный подробный рассказ о жизни 41-летнего монарха.
Согласно этому рассказу, Отто носил длинную и густую окладистую бороду, которая нуждалась в стрижке, однако когда к нему подходили с ножницами, король энергично сопротивлялся. Предлагали постричь его во сне, но никто не решился. Взгляд короля в большинстве случаев неподвижен, был направлен в пустоту. Только при виде старой служанки Мари, носившей Отто ещё в детстве на руках, он оживлялся и живо, отрывистыми фразами, просил принести какой-нибудь предмет, например, стакан пива. Тут же он забывал, что просил. Отто ходил всегда одетый в чёрное и проходил мимо людей, их не узнавая. С ним было запрещено здороваться во время прогулок. Иногда безумный король останавливался в углу, бурно жестикулировал и говорил с воображаемым собеседником. Эти припадки сменялись приступами полной апатии, которые могли продолжаться днями.
Страстью Отто было курение. Он выкуривал от 30 до 36 папирос в день. Король не умел зажигать спички по одной; он чиркал сразу всю связку, закуривал и тут же выбрасывал спички.
Во время обеда с адъютантами, врачами и гофмаршалом король обычно ел охотно и много, пил пиво и командным голосом требовал шампанское, нормально пользовался ножом и вилкой, но салфеткой иногда пренебрегал, вытираясь о скатерть. Отто любил часто и подолгу принимать ванну.
Больше всего Отто ненавидел, когда закрывают двери. Все двери в течение дня были в замке открыты. Если король находил запертую дверь, то приходил в ярость и бил в неё кулаками. Однажды он разбил окна на улицу, и после этого там навесили железные решётки.
Отто не любил никуда ездить, возможно, потому, что во время выездов народ с любопытством и ужасом смотрел на него. Если приходилось всё-таки выезжать, карету подавали к заднему выходу. Бывали случаи, когда король, сев уже было в экипаж, в ужасе кидался обратно в дом и кричал: «Я не еду!». Источник инсбрукской газеты опроверг слух, что король будто бы тосковал по родному Мюнхену и просил посетить Резиденцию.
Развлечения короля были немногочисленны. Иногда Отто брал газеты и смотрел их; неизвестно, понимал ли он там что-нибудь. Однажды в его комнату поставили музыкальную шкатулку: он с интересом слушал её, по его лицу пробегала тень удовольствия. Об этом сообщили врачу. Тот велел купить большую шкатулку за 5 тысяч марок. Однако на неё король уже так не реагировал, а потом стал и демонстрировать отвращение, так что инструмент убрали. Окружение короля говорило, что тот всё же узнаёт некоторых людей и с приятным чувством смотрит на них.

## Низложение и смерть

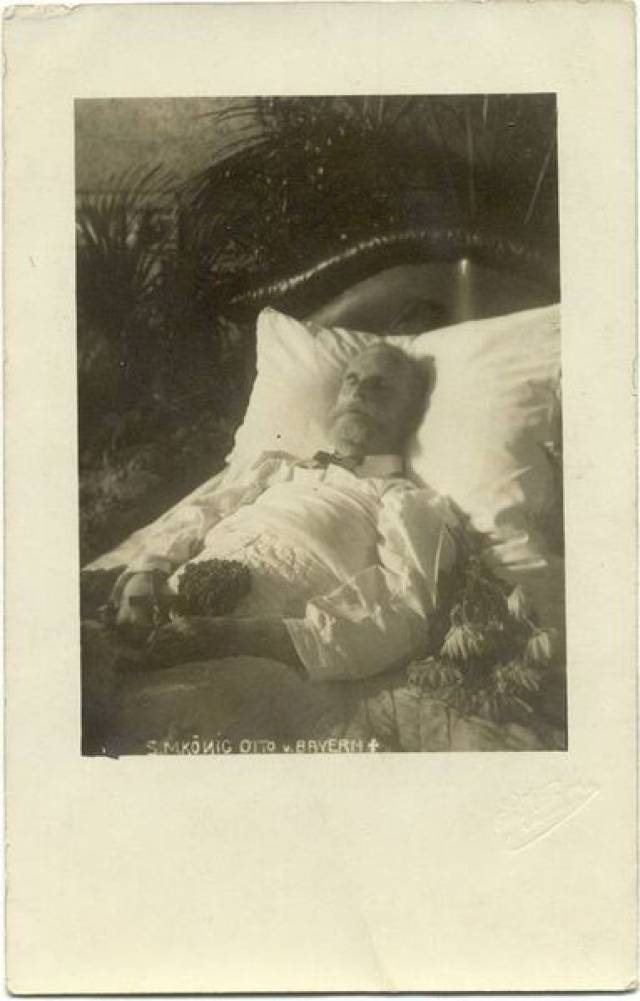
Отто I на смертном одре. 1916

17 мая 1889 умерла мать Отто и Людвига, Мария Прусская. 12 декабря 1912 года в 91-летнем возрасте скончался регент — дядя короля принц Луитпольд. Новым регентом стал его сын, уже пожилой двоюродный брат Отто принц Людвиг, который принял энергичные меры с тем, чтобы не дожидаться престола, а занять его самому поскорее. 4 ноября 1913 года были внесены имеющие обратную силу поправки в Конституцию, согласно которым монарх, неизлечимо больной в течение 10 лет, мог быть лишён престола. 8 ноября 1913 было объявлено, что царствование Отто закончилось, а принц Людвиг принёс присягу как король Людвиг III (он принял титул ещё 5 ноября). Однако Отто не был лишён своего титула, и в течение последующих без малого трёх лет у Баварии было два живых короля.
11 октября 1916 года 68-летний Отто внезапно скончался от заворота кишок, вызванного нездоровым питанием. Через три дня в церкви св. Михаила в Мюнхене тело Отто было погребено рядом с могилой его брата Людвига II.
Когда Отто умер, уже два года шла Первая мировая война. Ещё через два года в ноябре 1918 его кузен Людвиг III, как и ещё два десятка германских монархов, после отречения Вильгельма II также отрёкся от престола, и баварская монархия прекратила существование.

## В культуре
В фильме Хельмута Койтнера «Людвиг II: Блеск и падение короля» (1955) роль Отто исполнил актёр Клаус Кински.
В фильме Лукино Висконти «Людвиг» (1972) молодого принца Отто играет Джон Молдер-Браун.
В фильме Мари Ноэль и Петера Зера «Людвиг Баварский» (2012) молодого принца Отто играет Том Шиллинг.
Вот Луитпольд, временщик и правитель

Древний наставник королей, царей,

Плачущих ныне заоблачных жителей,

Призрачных призраков звездных полей,

Жалких, как светлячок, пред Крестителем— Гийом Аполлинер, «Песня несчастного в любви»